# Simón de Rojas

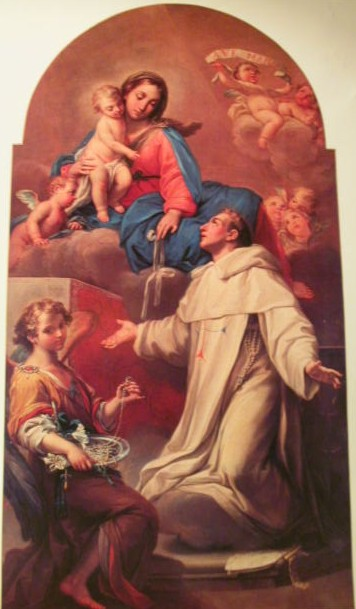
Simón de Rojas

Simón de Rojas OSST (* 28. Oktober 1552 in Valladolid, Spanien; † 28. September 1624 in Madrid) war ein spanischer Ordensmann und Ordensgründer. Er ist ein Heiliger in der katholischen Kirche.
Simon schloss sich 16-jährig den Trinitarierorden an und empfing 1577 die Priesterweihe. Ab 1588 wirkte er als Oberer mehrerer Trinitarierklöster in Spanien. Simon wurde 1621 schließlich Provinzial des Trinitarierordens in Kastilien. Ebenfalls wirkte er als Seelsorger und Ratgeber König Philipps II. Simon wurde auch für die Erziehung und Bildung von Philipp IV. eingesetzt. Außerdem war Simon als Wohltäter der Elendsviertel von Madrid tätig. Simon de Rojas förderte sehr die Marienverehrung und gründete hierzu 1611 das Ordensinstitut der Diener des süßesten Namens Maria.
Simon de Rojas wurde 1766 von Papst Clemens XIII. seliggesprochen. 1988 sprach ihn Papst Johannes Paul II. heilig.